# Зимние Азиатские игры 2003
V Зимние Азиатские Игры прошли в Аомори (Япония) с 1 по 8 февраля 2003 года. Это были уже третья по счету Зимняя Азиада на территории Японии (до этого дважды Зимние Азиатские Игры принимал Саппоро).

## Виды спорта
На зимней Азиаде 2003 года разыгрывалось 51 комплектов медалей по 10 различным видам спорта. Ниже приведен их список (в скобках указано количество комплектов наград).

| - Горнолыжный спорт (4) - Биатлон (6) - Кёрлинг (2) - Лыжные гонки (6) - Сноубординг (2) | - Фигурное катание (4) - Фристайл (2) - Конькобежный спорт (10) - Хоккей с шайбой (2) - Шорт-трек (8) |

## Страны-участницы
В данном спортивном мероприятии участвовали 17 команд, представляющих Национальные олимпийские комитеты, входящие в Олимпийский совет Азии.

| - Индия (14) - Иран (23) - Казахстан (140) - Китай (175) - КНДР (51) - Республика Корея (197) - Кыргызстан (2) - Ливан (11) - Макао (4) | - Монголия (58) - Непал (6) - Пакистан (10) - Государство Палестина (2) - Таджикистан (15) - Таиланд (42) - Узбекистан (6) - Япония (237) |

## Награды
| Место | Страна           | Золото | Серебро | Бронза | Всего |
| ----- | ---------------- | ------ | ------- | ------ | ----- |
| 1     | Япония           | 27     | 26      | 23     | 76    |
| 2     | Республика Корея | 10     | 8       | 10     | 28    |
| 3     | Китай            | 9      | 11      | 13     | 33    |
| 4     | Казахстан        | 7      | 7       | 6      | 20    |
| 5     | Ливан            | 1      | 1       | 0      | 2     |
| 6     | КНДР             | 0      | 1       | 1      | 2     |
| 7     | Узбекистан       | 0      | 0       | 1      | 1     |
| Всего | Всего            | 54     | 54      | 54     | 162   |